# اسواتینی در المپیک تابستانی ۲۰۲۴
کاروان المپیکی اسواتینی، یکی از کاروان‌های شرکت‌کننده در بازی‌های المپیک تابستانی ۲۰۲۴ بود. این دوره از بازی‌ها از ۲۶ ژوئیه تا ۱۱ اوت ۲۰۲۴ (۵ تا ۲۱ امرداد ۱۴۰۳ خورشیدی) به میزبانی پاریس، پایتخت فرانسه برگزار شد. این حضور، دوازدهمین حضور کاروان اسواتینی در المپیک بود. این کاروان پس از نخستین حضور در المپیک ۱۹۷۲، تنها در المپیک ۱۹۷۶ مونترال در پی تحریم کانگولیز و المپیک ۱۹۸۰ مسکو در پی تحریم شوروی به رهبری ایالات متحده شرکت نکرده است.
این کاروان تا المپیک ۲۰۱۶، با نام سوازیلند در مسابقات شرکت می‌کرد.

## شرکت‌کنندگان
فهرست زیر به ورزشکاران این کاروان اشاره دارد.
| ورزش        | مردان | زنان | مجموع |
| ----------- | ----- | ---- | ----- |
| دو و میدانی | ۱     | ۰    | ۱     |
| شنا         | ۱     | ۱    | ۲     |
| مجموع       | ۲     | ۱    | ۳     |